# Dhalgren
Dhalgren est un roman de science-fiction de l'écrivain américain Samuel R. Delany paru en 1975. Il présente un long voyage vers et à travers Bellona, une ville fictive du Midwest américain coupée du reste du monde par une catastrophe inconnue. Il est numéro 33 sur la liste des plus grands succès du XXe siècle : 100 livres de fiction en langue anglaise (en). Dhalgren est le livre le plus vendu que Delany ait jamais écrit. 

## Genèse du roman
Le roman est écrit au moment d'un tournant dans la carrière de Delany. Le groupe de pop rock dont il fait partie, Heanvenly Breakfast,  est dissout, et il décide en 1968 de se consacrer pleinement à un projet de science-fiction qui soit moins ancré dans la tradition SF du space opéra. Il pense tout d'abord écrire une série de cinq romans politiques, chacun décrivant un régime politique différent, mais en 1969, en rassemblant ses textes à San Francisco il opte pour une histoire unique ancrée dans le présent. Ses fans, qui sont alors nombreux, attendent près de six ans la publication en 1975 chez Bantam Books. Il parait en librairie estampillée avec la mention « sélection de Frédéric Pohl ».

## Contexte du roman
La ville de Bellona est gravement endommagée ; les signaux de radio, de télévision et de téléphone ne l’atteignent plus. Les gens entrent et sortent en traversant un pont à pied.
Le roman décrit des événements inexplicables et effrayants qui se produisent dans la ville de Bellona : une nuit, la couverture nuageuse constante se dissipe pour révéler deux lunes dans le ciel. Une autre fois, le soleil apparait tout rouge, gonflé jusqu'à des centaines de fois sa taille normale, et se lève pour terrifier la population, puis se retire dans le ciel pour se poser sur le même horizon. Les panneaux de signalisation et les monuments changent de manière constante et sans explications, tandis que le temps semble se contracter et se dilater. Certains bâtiments brûlent pendant des jours, mais ne semblent jamais se consumer et ne montrent plus tard aucun signe de dégâts. Des gangs parcourent les rues durant la nuit, leurs membres demeurant cachés dans des projections holographiques d'insectes gigantesques ou de créatures mythologiques. Les quelques personnes restantes à Bellona luttent pour survivre, contre l'ennui et les uns contre les autres.
Le protagoniste du roman est « le Kid » (parfois « Kidd »), un vagabond souffrant de troubles psychiques et d'amnésie partielle : il ne se souvient ni de son nom ni de celui de ses parents, bien qu'il se rappelle que sa mère était une autochtone d'Amérique. Il ne porte qu'une seule chaussure à ses pieds, tout comme d'autres personnages de Delany : Mouse dans Nova (1968), Hogg dans Hogg (1995) et Roger dans We, in Some Strange Power's Employer Move on a Rigorous Line (1967). Il est sans doute atteint de schizophrénie : le récit du roman devient incohérent par intermittence, surtout à la fin du roman. Le protagoniste a également des souvenirs d'un séjour dans un hôpital psychiatrique et sa perception de la réalité et du passage du temps diffère parfois de celle des autres personnages. Au cours de l’histoire, il est évident qu'il subit également d’importantes pertes de mémoire. Il est de plus dyslexique, confondant la gauche et la droite et prenant souvent de mauvaises directions  au coin des rues, se perdant dans la ville. On ne sait donc pas précisément dans quelle mesure les faits relatés de l'histoire sont le produit d'un narrateur peu fiable ou la réalité.
Delany a déclaré que « la santé mentale de Kid reste remise en question. … pour la même raison, le désastre de la ville est inexpliqué : de telles explications deviendraient un signifié fixe limitant le jeu et l'interaction du signifiant - la ville des signes - qui fléchit et réfléchit au-dessus d'elle ».

## Résumé
Dans une forêt quelque part en dehors de la ville de Bellona, le protagoniste du roman, The Kid, rencontre une femme et ils couchent ensemble. Après l'acte sexuel, il lui dit indique qu'il a « perdu quelque chose » : il ne se souvient plus de son nom. Elle le conduit dans une grotte et lui donne l'ordre d'y entrer. À l’intérieur de la grotte, il trouve de longues boucles de chaîne équipées de prismes miniatures, de miroirs et de lentilles. Il enfile les chaînes et quitte la grotte, pour retrouver la femme avec laquelle il a couché au milieu d'un champ, se transformant en arbre. Paniqué, il s'enfuit. De nombreux personnages du roman portent le même type de « chaîne optique » et tous répugnent à discuter de la façon dont ils sont arrivés à en porter une. Sur une route voisine, un camion qui passe s'arrête et le prend en stop. Le camionneur, transportant des artichauts, le dépose au bout d'un pont suspendu qui traverse la rivière jusqu'à Bellona.
Alors qu'il traverse le pont en direction de la ville dans l'obscurité du matin, le jeune homme rencontre un groupe de femmes qui quittent la ville. Elles lui posent des questions sur le monde extérieur et finissent par lui donner une arme : une sorte d' « orchidée » avec des lames, qui se porte autour du poignet et est dotée de lames balayant devant la main.
Une fois arrivé à Bellona, Kid rencontre un ingénieur, Tak Loufer, avec lequel il devient ami. Tak vivait à quelques kilomètres de la ville lorsque la destruction initiale a eu lieu et a ensuite emménagé à Bellona pour y rester. En apprenant qu'il ne se souvient plus de son nom, Tak lui donne un surnom : The Kid. Tout au long du roman, il est également appelé « Kid », « Kidd » et souvent simplement « kid ». Ensuite, Tak emmène Kid visiter la ville. Ils s'arrêtent dans une commune du parc de la ville, où Kid aperçoit deux femmes lisant un cahier à spirale. Quand Kid regarde le cahier, on aperçoit ce qu'il est en train de lire : La première page contient, mot pour mot, les premières phrases de Dhalgren. Cependant, à mesure qu'il continue sa lecture, le texte s'écarte du début du roman, constituant un texte alternatif du roman.
Dans le chapitre II, « Les ruines du matin », Kid revient à la commune du parc le lendemain et reçoit le cahier à spirales des mains de Lanya Colson, l'une des deux femmes de la veille. Par la suite ils deviennent amants et cette relation dure tout au long du roman. Plusieurs autres personnages apparaissent également dans le roman à ce stade :  George Harrison, un héros culte local et un violeur présumé, Ernest Newboy, célèbre poète en visite à Bellona sur invitation de Roger Calkins, éditeur et rédacteur en chef du journal local, The Bellona Times,  Madame Brown, psychothérapeute, plus tard dans le roman, le capitaine Michael Kamp, un astronaute qui, quelques années auparavant, faisait partie de l'équipage d'un alunissage réussi.
Le cahier à spirale que Kid a reçu contient déjà des textes, mais seulement sur les pages de droite. Les pages de gauche sont restées vides. Les extraits de texte sont cependant extrêmement proches des passages même de Dhalgren, comme si le cahier constituait une version alternative du roman. D'autres passages sont des extraits reproduisant exactement des passages du dernier chapitre de Dhalgren. C'est là que Kid commence à utiliser les pages blanches du cahier pour composer des poèmes. Le roman décrit le processus de création des poèmes – les émotions et la mécanique de l’écriture elle-même – en détail et à plusieurs reprises. Cependant, nous ne voyons jamais les poèmes produits dans leur forme définitive, Kid révisant ou supprimant bientôt toute ligne apparaissant dans le texte du cahier à spirale.
Le troisième et plus long chapitre du roman, « House of the Axe », détaille les interactions de Kid avec la famille Richards : M. Arthur Richards, sa femme Mary Richards, leur fille June (qui peut ou non avoir été violée publiquement par George Harrison, pour qui elle a maintenant une obsession) et son fils Bobby. Par l'intermédiaire de Madame Brown, la famille embauche Kid pour les aider à déménager dans les appartements Labry, pour la plupart abandonnés. La troupe est menée par Mary Richards, et réussit à « sauver les apparences » en prétendant que la vie suit son cours normal. M. Richards part tous les jours pour aller travailler – même si aucun bureau ni aucune installation dans la ville ne semble fonctionner – tandis que Mme Richards agit comme si rien de véritablement désastreux ne se passait à Bellona. Par une certaine force de volonté, elle amène presque tous ceux qui entrent en contact avec elle à jouer le jeu et prétendre que tout est normal. Lors du déménagement, tout en transportant un tapis jusqu'à l'ascenseur, June fait reculer Bobby dans une cage d'ascenseur ouverte, où il fait une chute mortelle. Il est probable que June ait intentionnellement fait chuter Bobby après qu'il a menacé de révéler à la famille sa relation avec George Harrison.
Le poète à succès Ernest Newboy se lie d'amitié avec Kid. Newboy s'intéresse aux poèmes de Kid et en parle à Roger Calkins. À la fin du chapitre, Calkins se prépare à imprimer un livre de poèmes pour enfants.
Au fur et à mesure que le roman progresse, Kid rejoint les Scorpions, un gang dont trois membres l'ont sévèrement battu plus tôt dans l'histoire. Kid devient leur chef pratiquement par hasard. Une grande partie du texte semble faire référence au « héros populaire mythique » américain, Billy the Kid, que Delany a utilisé dans son précédent roman primé au Nebula Award, The Einstein Intersection (1967). Denny, un membre des  Scorpions de 15 ans, devient l'amant de Kid et de Lanya, de sorte que la relation de Lanya et The Kid se transforme en une relation polyamoureuse à trois. The Kid commence aussi à écrire d'autres types de textes que des poèmes dans le cahier, en tenant un journal quotidien des événements et de ses pensées.
Dans le chapitre VI, « Palimpseste », Calkins organise une fête pour The Kid et la parution de son livre, Brass Orchids, dans son immense propriété. Sur une suggestion de Calkins, The Kid amène vingt ou trente amis qui appartiennent aux Scorpion. Calkins lui-même est absent de la fête. Le roman détaille les interactions entre ce qui reste de la haute société de Bellona et le gang de rue des scorpions. Lors de la fête, Kid est interviewé par William (des passages ultérieurs du livre suggèrent que le nom de famille de William est « Dhalgren », mais cela n'est jamais confirmé).
Dans le chapitre VII final intitulé « Les Anathemata : un journal de la peste », des fragments de l'ensemble du roman et de l'histoire semblent être présentés de temps en temps. S'écartant du point de vue omniscient des six premiers chapitres, ce chapitre comprend de nombreuses entrées de journal tirées du cahier à spirale qui semblent toutes avoir été écrites par The Kid. Plusieurs passages de ce chapitre sont pourtant déjà apparus textuellement plus tôt dans le roman lorsque The Kid lit ce qui figure déjà dans le cahier – écrit lorsqu'il l'a reçu. Dans ce chapitre, des rubriques côtoient de nombreuses sections du texte principal, imitant l'écriture telle qu'elle apparaît dans le cahier. Au milieu du chapitre VII, une rubrique courante contient la phrase suivante : Je suis venu blesser la ville automnale.  Rappelant l'entrée de The Kid dans la ville, la dernière section contient un écho presque paragraphe par paragraphe de sa confrontation initiale avec les femmes sur le pont. Cette fois, cependant, le groupe qui part est presque entièrement masculin et la personne qui entre est une jeune femme qui dit presque exactement ce que The Kid a fait lui-même au début de son séjour à Bellona.
L'histoire se termine ainsi :
Tout comme dans Finnegans Wake, la phrase finale est non fermée peut être lue comme menant à la phrase d'ouverture non ouverte, transformant le roman en un cercle énigmatique.

## Citation
« But I still hear them walking in the trees: not speaking.

Waiting here, away from the terrifying weaponry, out of

the halls of vapor and light, beyond holland into the

hills, I have come to »

## Thèmes majeurs

### Mythologie
Jeff Riggenbach a comparé Dhalgren au travail de James Joyce dans les colonnes de la Libertarian Review. Une citation de la critique de Jeff Riggenbach figure sur la page de promotion intérieure dans le quinzième tirage de l'édition de Bantam Books. William Gass, critique et romancier avait déjà écrit à propos de Joyce : « Les parallèles homériques dans Ulysse sont d'une importance marginale pour la lecture de l'œuvre mais sont d'une importance fondamentale pour son écriture. Les écrivains ont certaines contraintes d’ordre, certaines habitudes d'ordre qui ne font partie du livre que dans le sens où elles rendent l’écriture possible. C'est un phénomène répandu. ». C'est presque certainement le cas de Dhalgren : écrivant sur le roman à la fois en tant que lui-même et sous son pseudonyme de K. Leslie Steiner, Delany a fait des déclarations similaires et a suggéré qu'il était facile d'exagérer les résonances mythologiques. Comme il le dit, ce ne sont que des résonances, et non des clés de compréhension des secrets que recèle le roman.

### Texte circulaire, perception multistable, échos et images répétées
Samuel R. Delany a expliqué que Dhalgren est un texte circulaire avec de multiples points d’entrée. Ces points incluent le babillage schizoïde qui apparaît dans diverses sections de l’histoire,. Des indices allant dans ce sens sont donnés dans le roman. Outre la rubrique du chapitre VII mentionnée ci-dessus (contenant la phrase « Je suis venu blesser la ville automnale », la phrase exacte qui serait créée en joignant la phrase finale non fermée du roman à la phrase d'ouverture non ouverte) le plus évident est le moment où Kid entend « grendal grendal grendal » traverser son esprit et se rend soudain compte qu'il écoutait du mauvais endroit : il entendait en fait « Dhalgren Dhalgren Dhalgren » encore et encore. La capacité des textes à devenir circulaires est quelque chose que Delany explore dans d'autres œuvres, comme Empire Star.
Delany a conçu et écrit Dhalgren comme une perception littéraire multiple : le lectorat peut choisir de déplacer sa perception d'un côté à un autre. Le carnet lui-même est au cœur de cette construction : Kidd reçoit le carnet peu de temps après son entrée à Bellona. Dans les premiers chapitres du roman, nous voyons, à plusieurs reprises, exactement ce que Kid lit lorsqu'il regarde le cahier ouvert. Le cahier semble prendre le relais en tant que texte principal du roman à partir du chapitre VII. Cependant, bien que le chapitre VII se lise comme s'il avait été écrit par Kid, de nombreux passages présentés dans les chapitres précédents apparaissent textuellement dans le chapitre VII. Pourtant, pour que Kid ait lu ces passages plus tôt, il faut que ceux-ci aient été écrits avant de recevoir le cahier. De fait, les dernières pages du roman montrent Kid quittant Bellona et la dernière phrase de cette séquence de départ est la phrase incomplète qui renvoie probablement au début du livre. Cependant, plus tôt dans le roman, le cahier tombe par terre et Kid lit la dernière page. Le lecteur voit exactement ce que Kid lit : les quatre dernières phrases du roman, mot pour mot. Cela se produit bien avant le moment dans le roman où Kid déclare qu'il n'a écrit que les poèmes, et que « tous ces autres trucs » étaient déjà là lorsqu'il a reçu le cahier. Cependant, ces quatre phrases font partie d’une section plus longue à la fin du roman qui, à la lecture, a manifestement été écrite par Kid. Cela signifie qu'il a quitté Bellona – en emportant le cahier avec lui, sinon comment pourrait-il écrire sur son départ – avant que ce cahier ne soit trouvé à l'intérieur de Bellona et ne lui soit donné. Delany a spécifiquement déclaré qu’il ne s’agit pas de décider quel texte fait autorité. Il s’agit plutôt de permettre au lecteur de ressentir des changements de perception de la même manière qu’un cube Necker peut être vu. Semblable aux allusions concernant sa nature circulaire, Dhalgren contient également au moins une allusion aux changements de perception : le livre de Denny sur les estampes de MC Escher. De plus, Jeffrey Allen Tucker a écrit que les notes inédites de Delany concernant l'écriture de Dhalgren contiennent des références directes au roman lui-même fonctionnant comme une bande de Möbius et établissent un lien direct avec la « bande de Möbius » d'Escher.
Dans le texte en boucle qui comprend Dhalgren, on peut trouver de nombreux autres jeux textuels sur la perception. Des images et conversations, espacées de quelques centaines de pages, se font étroitement écho. Par exemple, la lumière glissant sur le visage d'un camionneur conduisant la nuit fait écho à la description de la lumière glissant sur la façade d'un bâtiment. Le motif répété d’une égratignure sur la jambe inférieure de plusieurs personnages féminins à différents moments du roman en est encore un autre exemple.

### Dyslexie et perception de la réalité
Samuel R. Delany est atteint de dyslexie et de dysmétrie. Il a aussi passé du temps dans le service de santé mentale d'un hôpital et a parlé maintes fois du fait qu'il voyait des grandes sections de cités américaines complètement brûlées que les gens ne voyaient pas, ou dont ils ignoraient l'existence. Dhalgren est un exposé littéraire de toutes ces expériences pour le lectorat « normal ».

### Influences
Dhalgren est souvent comparé à Ulysse de James Joyce et même à Finnegans Wake. Delany a cité les poètes WH Auden, Rainer Maria Rilke et Paul Valéry comme influences pour le livre, ainsi que le poème de John Ashbery The Instruction Manual. Ailleurs, il cite Michel Foucault, Frank Kermode et Jack Spicer. Kenneth R. James a mis en évidence des liens sous-textuels avec Lois de la forme (en) du mathématicien George Spencer-Brown.

## Réception critique
Avec plus d'un million de ventes, Dhalgren est de loin le livre le plus populaire et connu de Delany, mais aussi le plus controversé. Les réactions critiques à l'égard de Dhalgren vont de l'éloge (tant à l'intérieur qu'à l'extérieur de la communauté de science-fiction) à une extrême aversion. Dhalgren a été un succès commercial, se vendant à un demi-million d'exemplaires au cours des deux premières années, et à plus d'un million d'exemplaires dans le monde depuis lors, avec « un attrait dépassant le lectorat habituel de SF »,.
Darrell Schweitzer (en) a exprimé l'opinion suivante : « Dhalgren est, je pense, la chose la plus décevante qui soit arrivée à la science-fiction depuis que Robert Heinlein s'est complètement ridiculisé avec I Will Fear No Evil » .
En 2015, Elizabeth Hand a qualifié le roman de « tour de force joycéen dense, transgressif et hallucinatoire ». 
La réception critique est très tranchée. Il y a des personnes qui adorent, comme Théodore Sturgeon qui le qualifie de « meilleur roman jamais sorti du domaine de la science-fiction », digne d'un Shapespeare ou d'un Homère. Il y a Nalo Hopinson qui indique que le roman a littéralement reconfiguré son cerveau et qui avoue avoir pleuré lorsqu'elle a appris que l'écrivain était noir.
De l'autre coté, il y a ceux qui ont détesté le livre. Harlan Ellison avait publié …et pour toujours Gomorrhe dans son anthologie de 1967 Dangereuses Visions, et il très déçu, déclarant que le roman souffre d'un manque de développement des personnages, d'éléphantisme, de pauvreté du scénario et est est si ennuyeux qu'il n'a pas pu le terminer « Je dois être honnête. J'ai abandonné après 361 pages. Je ne pouvais pas me permettre de me laisser berner ou de m'ennuyer davantage. ».
Une  partie de la raison pour laquelle le roman reçoit autant de remarques négatives des milieux de la SF est peut-être dû au fait que Dhalgren ne répondait pas aux attentes de ce qu'un lectorat de SF pourrait exiger, comme par exemple de recevoir une explication technique sur ce qui fait que les immeubles brûlent constamment, ou que le soleil croît monstrueusement dans le ciel. Bien des phénomènes, de manière provocatrice envers son lectorat, reste inexpliqués. Par exemple, William Gibson a qualifié Dhalgren d'« énigme qui n'a jamais été censée être résolue ».
Delany a émis l'hypothèse qu'« un bon nombre des lecteurs les plus furieux de Dhalgren, ceux qui sont déconcertés ou irrités par le livre, ne peuvent tout simplement pas comprendre la distinction appropriée entre sexe et société et la nature et la direction des flèches causales entre eux, une vision qui se trouve juste sous la surface du roman ».
Dhalgren est retenu mais ne remporte pas le Prix Nebula. En dépit de la masse de critiques négatives dans les fanzines de SF amateurs, il devient un grand succès commercial. Plus d'un demi-million de copies sont vendues durant les deux premières années de sa publication, le hissant au rang des romans de science-fiction les plus vendus au monde, et les années suivantes, il s'en écoule un million.

## Historique des publications
Dhalgren a été officiellement publié en janvier 1975 (avec des exemplaires disponibles sur les étagères dès la première semaine de décembre 1974), sous forme de livre de poche original (une sélection de Frederik Pohl) par Bantam Books. L'édition Bantam a connu 19 tirages et s'est vendue à un peu plus d'un million d'exemplaires.
Une édition reliée a été publiée par Gregg Press (1977), basée sur l'édition de poche Bantam avec de nombreuses erreurs corrigées et avec une introduction de Jean Mark Gawron. Après l'épuisement de l'édition Bantam, le livre a été réédité par Grafton (1992), Wesleyan University Press/University Press de la Nouvelle-Angleterre (1996) ; et Vintage Books, une marque de Random House (2001), ces deux derniers avec une introduction de William Gibson. En 2010, Gollancz a publié une édition dans le cadre de sa série SF Masterworks, et en 2014, une édition électronique du roman est apparue.
- 1975, États-Unis, Bantam Books  (ISBN 0-552-68554-2), Date de publication janvier 1975, livre de poche (Première édition)
- 1977, États-Unis, Gregg Press  (ISBN 0-8398-2396-7), date de publication juin 1977, couverture rigide
- 1982, États-Unis, Bantam Books  (ISBN 0-553-25391-3), Date de publication décembre 1982, livre de poche
- 1992, Royaume-Uni, Grafton Press  (ISBN 0-586-21419-4), Date de publication 1992, livre de poche
- 1996, États-Unis, Wesleyan University Press (University Press of New England)  (ISBN 0-8195-6299-8), Date de publication 1996, livre de poche et édition limitée sous coffret, édition cartonnée à 300 exemplaires signés et numérotés.
- 2001, États-Unis, Vintage Books (ISBN), date de publication 15 mai 2001, livre de poche
- 2002, États-Unis, Livres Vintage  (ISBN 0-375-70668-2), Date de publication 1er février 2002, livre de poche
- 2010, Royaume-Uni, Gollancz/Orion (978-0-575-09099-6), Masterworks of SF II Series, livre de poche commercial
- 2014, États-Unis, Open Road Media (978-1-4804-6178-9), ebook